# Saint-Sigismond, Maine-et-Loire

Saint-Sigismond este o comună în departamentul Maine-et-Loire, Franța. În 2009 avea o populație de 377 de locuitori.